# Le Vigan-en-Quercy
Le Vigan-en-Quercy (en occitano Lo Vigan) es una comuna y población de Francia, en la región de Mediodía-Pirineos, departamento de Lot, en el distrito y cantón de Gourdon.
Su población en el censo de 1999 era de 1.189 habitantes.
Está integrada en la Communauté de communes Haute Bourriane , de la cual es la mayor población.

## Historia
La comuna se denominó Le Vigan hasta el 31 de diciembre de 2024.

## Demografía
| 813 | 845 | 826 | 836 | 922 | 1189 |
| Para los censos de 1962 a 1999 la población legal corresponde a la población sin duplicidades (Fuente: INSEE [Consultar]) |     |     |     |     |      |